# Hal Pál
Hal Pál (Rácegrespuszta, 1890. szeptember 9. – Pécs, 1973. szeptember 22.) magyar katolikus lelkész, hitoktató, gimnáziumi tanár, helytörténész.

## Élete
1890-ben született a Tolna vármegyei Rácegrespusztán Hal Viktor tanító, iskolaigazgató és Seldmayer Ida gyermekeként. Középiskolai tanulmányait Pécsett, a cisztercita rendi főgimnáziumban végezte, a teológiát pedig a pécsi püspöki hittudományi akadémián hallgatta, ahol hittanári oklevelet szerzett. Felszentelésére Babarcon került sor 1913-ban, melyet követően több helyütt káplánként működött (Babarc 1913/14, Püspöknádasd 1914/15, Németkér 1915/16, Hőgyész 1916). 1916-ban került Szigetvárra, ahol a helyi kórház Szent József kápolnájának lelkésze lett, valamint hittanári beosztást is kapott. 1939-ben Pécsre került, és a pécsi kereskedelmi középiskola hittanára lett. 1946-ban püspöki tanácsosnak nevezték ki, 1947-től és 1948-ig igazgatója volt a Pécsi Emericanum fiúinternátusnak, 1954-ben pedig szentszéki bíró lett. Nyugdíjazására 1960-ban került sor. Pécsett hunyt el 1973. szeptember 22-én.

## Munkássága, közéleti tevékenysége
Írói tevékenységét főiskolai hallgató korában kezdte meg. Az 1912–13. tanévben elnöki tisztséget látott el a teológusok irodalmi társulatában, a Szent Pál Társulatban. Történelmi, erkölcsi, pedagógiai és kritikai cikkei a helyi lapokban (Szigetvár, Délsomogy, Uj-Délsomogy, Pécsi Kath. Tudósító) és iskolai értesítőkben (Szigetvári Áll. Polg. Iskola 1938/39. évi értesítője) jelentek meg. Történelmi tárgyú írásaiban elsősorban Szigetvárral és az ahhoz tartozó Mária-kegyhellyel, Turbékkal foglalkozott. Legismertebb műve a Hauptmann Pállal közösen megírt Szigetvári kalauz című könyv, mely 1925-ben, a Faluszövetség szigetvári kiállítása idején jelent meg. Kórházi lelkészsége idején megírta a szigetvári kórház 25 éves történetét is. A kórház harmincéves fennállásának évfordulóján, az emléktábla leleplezésekor emlékbeszédet mondott. Továbbá vezetője volt a szigetvári Katholikus Legényegyletnek, az Urinők Mária Kongregációjának pedig praesense volt. Rendes tagja volt a Berzsenyi Társaságnak és a Szigetvári Várbaráti Körnek is. 

## Művei, publikációi (válogatás)
- A Pécsi növendékpapság Szent-Pál-Társulatának jelentése az 1911-12. év működéséről. Dunántúl Nyomda R.T., 1912. (Loschert Kázmérral közös összeállítás)
- A 25 éves kórház. In: Új Délsomogy, 1921. 27-29. 1.
- Szigetvári kalauz. A Zrínyi Miklós Múzeum-Egyesület, 1925. (Hauptmann Pállal közösen)
- A plébánia templom kupolafreskója jubilál. In: Délvidék, 1938. 09. 05.
- Szigetvár 1688 és 1689-ben. Szigetvár török uralom alól való felszabadulásának 250. évfordulója alkalmából. Gróf Andrássy Mihály kiadása, 1939. (Különnyomatként a Szigetvári Állami Polgári Iskola értesítőjéből)
- Szigetvár töröktől való visszafoglalásának története az olasz íróknál. In: Szigetvári Hírlap, 1940. 03. 24.
- Remeteélet Turbékon. In: Szigetvári Hírlap, 1941. 12. 20.
- A magyaregregyi szentkút. In: Pécs szabad királyi város Majorossy Imre Múzeumának Értesítője 1942. 65–74. o.
- P. Ullman Domonkos levele a pécsi havihegyi kápolna építési ügyében 1709-ben. In: Dunántúli Tudományos Gyűjtemény, 1947. 1. évf. 1. sz. 71-74. o.